# Dissolution and Calling of Parliament Act 2022
Il Dissolution and Calling of Parliament Act 2022 (c. 11) è un atto del Parlamento del Regno Unito che ha abrogato il Fixed-term Parliaments Act 2011 e ripristinato la precedente situazione costituzionale, ripristinando il potere del monarca di sciogliere e convocare il Parlamento. Poiché il monarca esercita questo potere su richiesta del primo ministro, ciò ha ripristinato il potere del primo ministro di convocare elezioni generali in un momento scelto dal primo ministro.
In origine era stato redatto come Fixed-term Parliaments Act 2011 (Repeal) Bill. Annunciato formalmente durante la cerimonia di apertura del Parlamento del 2021, ha ricevuto la sua prima lettura il 12 maggio 2021 e ha ricevuto l'assenso reale il 24 marzo 2022. È stato presentato dal Cancelliere del Ducato di Lancaster, Michael Gove.
L'atto ha adempiuto alla promessa del governo di abrogare il Fixed-term Parliaments Act. In risposta alla sentenza della Corte suprema del Regno Unito secondo cui la proroga del 2019 era illegale, l'atto contiene una clausola di espulsione che mira a garantire la non giustiziabilità dei poteri di prerogativa ripristinati. Ciò potrebbe impedire ai tribunali di emettere sentenze in relazione al potere del sovrano di sciogliere il Parlamento.

## Sfondo
Poco dopo essere diventato primo ministro nel luglio 2019, Boris Johnson ha tenuto tre votazioni alla Camera dei Comuni per cercare di ottenere la sua approvazione per indire elezioni generali, ma non è riuscito a raggiungere la maggioranza parlamentare dei due terzi richiesta dal Fixed-term Parliaments Act. Le elezioni generali sono state indette approvando una legge separata, l'Early Parliamentary General Election Act 2019. Infatti, alle elezioni generali del 2019, il manifesto del Partito Conservatore includeva un impegno ad abrogare il Fixed Term Parliaments Act, affermando "Ci libereremo del Fixed Term Parliaments Act: ha portato alla paralisi in un momento in cui il paese aveva bisogno di un'azione decisiva", e anche il manifesto del Partito Laburista si è impegnato ad abrogare la legge, affermando "Un governo laburista abrogherà il Fixed-term Parliaments Act 2011, che ha soffocato la democrazia e sostenuto governi deboli".
Un precedente disegno di legge di iniziativa parlamentare intitolato Fixed-term Parliaments Act 2011 (Repeal) Bill è stato presentato da Lord Mancroft alla Camera dei Lord nel febbraio 2020, ma non è andato oltre la prima lettura.

## Disposizioni
La legge abroga il Fixed-term Parliaments Act 2011 (sezione 1) e ripristina i poteri relativi allo scioglimento e alla convocazione dei parlamenti derivati dalla prerogativa reale "come se il Fixed-term Parliaments Act 2011 non fosse mai stato promulgato" (sezione 2), ripristinando di fatto la situazione costituzionale precedente al 2011. La sezione 3, una clausola di estromissione, rimuove le questioni relative all'esercizio di questi poteri, a qualsiasi decisione relativa a essi e ai loro limiti e alla loro portata dalla giurisdizione dei tribunali. Infine, l'atto prevede lo scioglimento automatico del Parlamento una volta trascorsi cinque anni dalla sua prima riunione dopo un'elezione (sezione 4).

## Storia legislativa
La bozza originale del disegno di legge Fixed-term Parliaments Act 2011 (Repeal) è stata pubblicata il 1º dicembre 2020 per essere esaminata dal comitato parlamentare congiunto sul Fixed-term Parliaments Act. Nelle prove presentate al comitato congiunto da dicembre 2020 a gennaio 2021, gli esperti legali hanno evidenziato una serie di punti controversi nelle implicazioni legali del disegno di legge. Uno di questi era se il potere di scioglimento creato dal disegno di legge sarebbe in effetti derivato dalla prerogativa reale o se sarebbe stato un potere statutario. La professoressa di diritto costituzionale di Sydney Anne Twomey ha sostenuto che il disegno di legge non poteva ripristinare la prerogativa reale per definizione, poiché una prerogativa è un potere esecutivo non statutario e il diritto comune è creato dai tribunali e non dalle legislature. La professoressa di diritto pubblico di Cambridge Alison Young ha affermato che la questione non era chiara. Al contrario, gli ex giudici della Corte Suprema, la baronessa Hale e Lord Sumption, così come un ex Primo Consigliere Parlamentare, Sir Stephen Laws, hanno affermato che la prerogativa potrebbe essere ripristinata dal Parlamento.
In secondo luogo, alcuni specialisti hanno messo in dubbio la validità della clausola di espulsione del disegno di legge. Lord Lisvane e Malcolm Jack, entrambi ex impiegati della Camera dei Comuni, così come Alison Young, hanno sostenuto che la clausola potrebbe fallire nella pratica, con Lord Lisvane che descrive la sua formulazione come "un tentativo probabilmente destinato a fallire di eludere il principio anisminico".
Il comitato congiunto ha pubblicato la sua relazione sul disegno di legge il 24 marzo 2021. La maggioranza del comitato ha ritenuto che la clausola di estromissione fosse accettabile dato che "il Parlamento dovrebbe essere in grado di designare determinate questioni come quelle che devono essere risolte nella sfera politica piuttosto che in quella giudiziaria", e non poteva essere considerata un eccesso di autorità esecutiva poiché "il potere in questione è quello di consentire all'elettorato di determinare chi dovrebbe detenere il potere". Sulla questione della prerogativa, il comitato ha ritenuto che la formulazione del disegno di legge fosse sufficiente a ripristinare la sostanza, se non necessariamente la forma, della situazione costituzionale precedente al Fixed-term Parliaments Act. Il comitato ha anche raccomandato che la bozza venisse rinominata Dissolution and Summoning of Parliament Bill, considerando che il disegno di legge sarebbe una legge costituzionale fondamentale e farebbe più che semplicemente abrogare il Fixed-term Parliaments Act.
Il comitato ha anche preso in considerazione se il monarca dovesse avere il potere di rifiutare una richiesta del primo ministro di sciogliere il Parlamento. Nella sua dichiarazione di principi che accompagnava il progetto di legge, il governo aveva affermato che "in futuro il Parlamento sarà sciolto dal sovrano, su consiglio del primo ministro".  Nel sistema precedente al Fixed-term Parliaments Act, tuttavia, lo scioglimento era richiesto, non consigliato, dal primo ministro, il che significava che il monarca si riservava il diritto di rifiutare la richiesta. Il Comitato ha invitato il governo a "chiarire che il potere di concedere o rifiutare uno scioglimento torna al monarca, che, in casi eccezionali, può rifiutare la richiesta".

### Passaggio attraverso il Parlamento
Il disegno di legge sullo scioglimento e la convocazione del Parlamento è stato presentato da Michael Gove, ministro dell'Ufficio di gabinetto, alla Camera dei Comuni e ha ricevuto la sua prima lettura il 12 maggio 2021.
Il 9 febbraio 2022, la Camera dei Lord ha votato per modificare il disegno di legge per richiedere un voto della Camera dei Comuni prima che lo scioglimento potesse avvenire con 200 voti contro 160. La Camera dei Comuni ha votato per respingere l'emendamento il 14 marzo con 292 voti contro 217. Il 22 marzo, i pari hanno accettato la motivazione della Camera dei Comuni senza votare per respingere l'emendamento. Il disegno di legge ha ricevuto l'assenso reale il 24 marzo.